# Periclimenaeus crassipes
Periclimenaeus crassipes är en kräftdjursart som först beskrevs av William Thomas Calman 1939.  Periclimenaeus crassipes ingår i släktet Periclimenaeus och familjen Palaemonidae. Inga underarter finns listade i Catalogue of Life.